# Landen
Landen è un comune belga di 14 876 abitanti nelle Fiandre (Brabante Fiammingo).